# Goianos Rugby Clube
Goianos Rugby Clube é um clube brasileiro de Rugby Union, das modalidades mundial de Quinze (XV) e da olímpica de Sevens (7's), da cidade de Goiânia. Foi fundado em 20 de junho de 2010 com o nome de Goiânia Rugby Clube e atualmente disputa Torneios Nacionais, Regionais, Estaduais e amistosos. Filiada a Federação Goiana de Rugby (FGRu) e a Confederação Brasileira de Rugby (CBRu). Suas cores principais são o azul e o amarelo e as secundárias o branco e o verde. Foi o primeiro clube de rúgby do estado.
Atualmente os Goianos Rugby Clube são formados pelas equipes masculinas de Quinze (XV) e Sevens (7's), pela equipe feminina de Sevens (7's) e pela Escola de Rugby (para formação da categoria de base), onde são ensinados os fundamentos básicos, valores e princípios do esporte, onde são aceitos crianças a partir de sete anos de idade, adolescentes e adultos.

## História
Goianos Rugby Clube foi o primeiro clube de Rugby de Goiás. O time começou como uma forma de lazer para adoradores desse esporte na capital goiana, sendo fundado oficialmente como um time em 20 de junho de 2010 com o nome de Goiânia Rugby Clube. Hoje é um dos times de Rugby mais conhecidos do Brasil e um dos mais vitoriosos.
Apesar do time ter sido oficialmente fundado em 2010, seu primeiro campeonato disputado foi em 2009 na Copa Brasil Central de Rugby quando ainda era um grupo de lazer para amantes do esporte. Este mesmo grupo que havia se juntado para conhecerem o esporte e praticá-lo em maio de 2007. Mesmo naquela época sendo um time voltado para o lazer conseguiu o vice-campeonato perdendo para o Brasília Rugby na final.
Em 2010 o time acabou se sagrando campeão da Copa Brasil Central de Rugby invicto batendo o Campo Grande Rugby Clube e conseguiu o acesso para a disputa da Copa do Brasil de Rugby de 2011.
No ano de 2011 conseguiu o Bicampeonato da Copa Brasil Central de Rugby novamente invicto e em cima do Campo Grande Rugby Clube, já na Copa do Brasil conseguiu o vice-campeonato. Neste Ano, o Clube foi considerado a revelação brasileira no esporte.
2012 foi outro ano de glória do Clube, o time conseguiu ser tricampeão invicto da Copa Brasil Central de Rugby e conseguiu o terceiro lugar na Copa do Brasil de Rugby.
Chegou o ano de 2013, o time foi Tetracampeão invicto da Copa Brasil Central de Rugby batendo o Cuiabá Rugby Clube e novamente ficou em terceiro na  opa do Brasil de Rugby.
Novamente no ano de 2014, o time foi Pentacampeão invicto da Copa Brasil Central de Rugby batendo o Cuiabá Rugby Clube na final. E por mudanças nas regras da  CBRu foi extinto a opa do Brasil de Rugby e criou a Taça Tupi, do qual somente poderá participar clubes em que suas federações são filiadas a CBRu.
Em 2019, venceu a Taça Cerrado, ao derrotar o Grua na final.

## Rivalidades
Possui rivalidades com o UFG Rugby, o Brasília Rugby, Campo Grande Rugby Clube e com o Cuiabá Rugby.

## Títulos de Rugby Masculino
Campeão Invicto
| Regionais | Regionais                    | Regionais | Regionais                          |
|           | Competição                   | Títulos   | Temporadas                         |
| --------- | ---------------------------- | --------- | ---------------------------------- |
|           | Copa Brasil Central de Rugby | 6         | 2010, 2011, 2012, 2013, 2014, 2015 |

| Estaduais | Estaduais                         | Estaduais | Estaduais  |
|           | Competição                        | Títulos   | Temporadas |
| --------- | --------------------------------- | --------- | ---------- |
| Goiás     | Campeonato Goiano de Rugby        | 1         | 2015       |
| Goiás     | Campeonato Goiano de Rugby Sevens | 1         | 2012       |

| Outros Torneios | Outros Torneios                                                                          | Outros Torneios | Outros Torneios |
|                 | Competição                                                                               | Títulos         | Temporadas      |
| --------------- | ---------------------------------------------------------------------------------------- | --------------- | --------------- |
|                 | Taça Bronze Masculino no 1º Torneio de Rugby Sevens (seven-a-side) do Mato Grosso do Sul | 1               | 2010            |
|                 | Taça Bronze Masculino da 4ª Etapa Circuito Nacional de Sevens em Curitiba                | 1               | 2011            |
|                 | II Torneio Uberlândia Sevens                                                             | 1               | 2014            |

### Campanhas de Destaque
- Vice-Campeão da Copa Brasil Central de Rugby de 2009
- Vice-Campeão da Copa do Brasil de Rugby de 2011
- 3º lugar da Copa do Brasil de Rugby de 2012
- 3º lugar da Copa do Brasil de Rugby de 2013

### Curiosidades
- Primeiro time de Rugby a conseguir ser Pentacampeão invicto da Copa Brasil Central de Rugby.
- É o time mais vencedor da Copa Brasil Central de Rugby.

## Títulos de Rugby Feminino
| Nacionais | Nacionais                           | Nacionais | Nacionais  |
|           | Competição                          | Títulos   | Temporadas |
| --------- | ----------------------------------- | --------- | ---------- |
| Brasil    | Taça Estímulo Feminina do BR Sevens | 1         | 2013       |

| Regionais | Regionais                                    | Regionais | Regionais              |
|           | Competição                                   | Títulos   | Temporadas             |
| --------- | -------------------------------------------- | --------- | ---------------------- |
|           | Copa Brasil Central de Rugby Sevens Feminino | 4         | 2012, 2013, 2014, 2015 |

| Estaduais | Estaduais                         | Estaduais | Estaduais  |
|           | Competição                        | Títulos   | Temporadas |
| --------- | --------------------------------- | --------- | ---------- |
| Goiás     | Campeonato Goiano de Rugby Sevens | 1         | 2012       |

| Outros Torneios | Outros Torneios                                                                   | Outros Torneios | Outros Torneios |
|                 | Competição                                                                        | Títulos         | Temporadas      |
| --------------- | --------------------------------------------------------------------------------- | --------------- | --------------- |
|                 | Taça Ouro Feminino no 1º Torneio de Rugby 7s (seven-a-side) do Mato Grosso do Sul | 1               | 2010            |
|                 | Taça Bronze Feminino da 4ª Etapa Circuito Nacional de 7s em Curitiba              | 1               | 2011            |
|                 | Taça Bronze da Etapa de Curitiba do Super Sevens                                  | 1               | 2013            |
|                 | Taça Bronze da Etapa de Niterói do Super Sevens                                   | 1               | 2014            |

### Campanhas de Destaque
- Vice-Campeão da Taça Bronze Feminino na 2ª Etapa Circuito Nacional de 7s - SPAC Lions  (São Paulo – SP) de 2010;
- Vice-campeão da Copa Brasil Central de Rugby 7's Feminino de 2012;
- Vice-Campeão da Taça Ouro Feminino do SPAC Lions (São Paulo – SP) de 2012;
- Vice-Campeão do II Torneio Uberlândia Sevens de 2014.

## Campeonatos
- Super 10
- Taça Tupi
- Copa do Brasil de Rugby
- Copa Brasil Central de Rugby